# Peramola
Peramola är en kommun och ort i Spanien.   Den ligger i provinsen Província de Lleida och regionen Katalonien, i den nordöstra delen av landet, 400 km öster om huvudstaden Madrid. Peramola ligger 1 049 meter över havetoch antalet invånare är 369.
Terrängen runt Peramola är huvudsakligen kuperad, men norrut är den bergig. Runt Peramola är det glesbefolkat, med 9 invånare per kvadratkilometer. Närmaste större samhälle är Oliana, 4,0 km öster om Peramola. 